# Клюк, Ян Кшиштоф
Ян Кшиштоф Клюк (пол. Jan Krzysztof Kluk; 13 сентября 1739, Цехановец — 2 июля 1796, Цехановец) — польский натуралист, энтомолог, агроном, католический священник (викарий Цехановца). Описал ряд таксонов бабочек, в том числе несколько родов, обитающих в Новом Свете (Heliconius, Danaus и др.).  Был не только учёным, но и одарённым художником, что помогало иллюстрировать его работы.

## Биография
Клюк родился в семье бедного дворянина, архитектора церквей. В 1763 окончил семинарию для миссионеров в Варшаве. С 1767 по 1770 был священником в Винне. С 1770 и до своей смерти оставался священником в Цехановце.

## Память
В 1962 году в Цехановеце открыт Музей Земледелия, названный в его честь (пол. Muzeum Rolnictwa im. ks. Krzysztofa Kluka w Ciechanowcu).

## Работы
- Kluk, Jan Krzysztof. Dykcyonarz roślinny, w którym podług układu Linneusza są opisane rośliny nie tylko krajowe dzikie, pożyteczne, albo szkodliwe… Архивная копия от 26 сентября 2007 на Wayback Machine («Справочник растений, в котором согласно системе Линнея описаны растения не только отечественные дикие, полезные, либо вредные…») — 1786—1788.  (пол.)